# 1972-es Formula–1 monacói nagydíj
Az 1972-es Formula–1 világbajnokság negyedik futama a monacói nagydíj volt.

## Futam
Az esős '72-es futamon a nyolcadik helyről induló Stewart kétszer is megpördült, a győzelem a negyedik helyről induló Jean-Pierre Beltoise-é lett, aki a BRM utolsó futamgyőzelmét szerezte. Jacky Ickx második, a pole-pozíciós Fittipaldi harmadik, Stewart negyedik lett.
| Helyezés | #  | Versenyző            | Csapat/Motor | Futott körök | Idő/Kiesés oka  | Rajthely | Pontszám |
| -------- | -- | -------------------- | ------------ | ------------ | --------------- | -------- | -------- |
| 1        | 17 | Jean-Pierre Beltoise | BRM          | 80           | 2h26:54,7       | 4        | 9        |
| 2        | 6  | Jacky Ickx           | Ferrari      | 80           | + 38,2          | 2        | 6        |
| 3        | 8  | Emerson Fittipaldi   | Lotus-Ford   | 79           | + 1 kör         | 1        | 4        |
| 4        | 1  | Jackie Stewart       | Tyrrell-Ford | 78           | + 2 kör         | 8        | 3        |
| 5        | 15 | Brian Redman         | McLaren-Ford | 77           | + 3 kör         | 10       | 2        |
| 6        | 16 | Chris Amon           | Matra        | 77           | + 3 kör         | 6        | 1        |
| 7        | 12 | Andrea de Adamich    | Surtees-Ford | 77           | + 3 kör         | 18       |          |
| 8        | 26 | Helmut Marko         | BRM          | 77           | + 3 kör         | 17       |          |
| 9        | 21 | Wilson Fittipaldi    | Brabham-Ford | 77           | + 3 kör         | 21       |          |
| 10       | 27 | Rolf Stommelen       | March-Ford   | 77           | + 3 kör         | 25       |          |
| 11       | 3  | Ronnie Peterson      | March-Ford   | 76           | + 4 kör         | 15       |          |
| 12       | 20 | Graham Hill          | Brabham-Ford | 76           | + 4 kör         | 20       |          |
| 13       | 5  | Mike Beuttler        | March-Ford   | 76           | + 4 kör         | 23       |          |
| 14       | 9  | Dave Walker          | Lotus-Ford   | 75           | + 5 kör         | 14       |          |
| 15       | 14 | Denny Hulme          | McLaren-Ford | 74           | + 6 kör         | 7        |          |
| 16       | 4  | Niki Lauda           | March-Ford   | 74           | + 6 kör         | 22       |          |
| 17       | 23 | Carlos Pace          | March-Ford   | 72           | + 8 kör         | 24       |          |
| HN       | 2  | François Cevert      | Tyrrell-Ford | 70           | Helyezés nélkül | 12       |          |
| Kiesett  | 22 | Henri Pescarolo      | March-Ford   | 58           | Baleset         | 9        |          |
| Kiesett  | 7  | Clay Regazzoni       | Ferrari      | 51           | Baleset         | 3        |          |
| Kiesett  | 11 | Mike Hailwood        | Surtees-Ford | 48           | Baleset         | 11       |          |
| Kiesett  | 19 | Howden Ganley        | BRM          | 47           | Baleset         | 20       |          |
| Kiesett  | 10 | Tim Schenken         | Surtees-Ford | 31           | Baleset         | 13       |          |
| Kiesett  | 18 | Peter Gethin         | BRM          | 27           | Baleset         | 5        |          |
| Kiesett  | 28 | Reine Wisell         | BRM          | 16           | Motorhiba       | 16       |          |

## Statisztikák
Vezető helyen:
- Jean-Pierre Beltoise: 80 (1-80)

Jean-Pierre Beltoise egyetlen győzelme, 4. leggyorsabb köre, Emerson Fittipaldi 1. pole-pozíciója.
- BRM 17. győzelme.